# Luciu
Luciu é uma comuna romena localizada no distrito de Buzău, na região de Valáquia. A comuna possui uma área de 86.74 km² e sua população era de 2951 habitantes segundo o censo de 2007.